# Formació i evolució de les galàxies

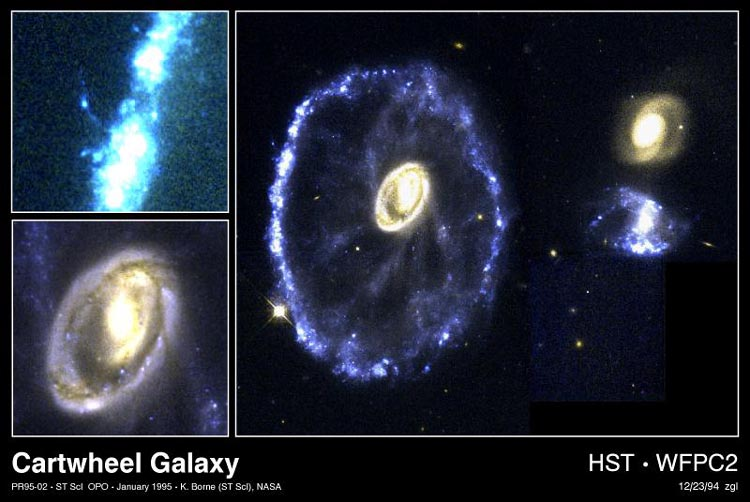
Una espectacular col·lisió frontal entre dues galàxies vista des del telescopi espacial Hubble de la NASA de la galàxia Lenticular

La formació de galàxies és una de les àrees d'investigació més actives de l'astrofísica i, en aquest sentit, també s'aplica a l'evolució de les galàxies. No obstant això, hi ha algunes idees que ja estan àmpliament acceptades.
El que es pensa actualment és que la formació de galàxies procedeix directament de les teories de formació d'estructures, formades com a resultat de les febles fluctuacions quàntiques en el despertar del big-bang. Les simulacions de N-cossos també han pogut predir els tipus d'estructures, les morfologies i la distribució de galàxies que observem avui en el nostre univers actual i, examinant les galàxies distants, en l'univers primigeni.

## Preguntes fonamentals
En astrofísica, les preguntes sobre la formació i evolució de les galàxies són:
- Com s'ha generat un univers tan heterogeni a partir d'un univers homogeni?
- Com es van formar les galàxies?
- Com canvien les galàxies amb el temps?

Després del big-bang, l'univers va tenir un període en el qual va ser molt homogeni. Com s'observa en la radiació de fons de microones, les fluctuacions són menors que una part en cent mil.
La teoria més acceptada és que les estructures que observem avui dia es van formar a conseqüència del creixement de fluctuacions primordials a causa de la inestabilitat gravitacional. Les fluctuacions primigènies van causar que els gasos anessin atrets cap a àrees de material més dens; jeràrquicament, es van formar els supercúmuls, les agrupacions galàctiques, les galàxies, els cúmuls estel·lars i els estels. Una conseqüència d'aquest model és que la localització de les galàxies indiquen àrees d'alta densitat de l'univers primigeni. Així, la distribució de les galàxies està íntimament relacionada amb la física de l'univers primigeni.
Dades recents aporten evidències que les primeres galàxies es van formar molt més d'hora del que els astrònoms preveien, tan sols 600 milions d'anys després del big-bang. Això deixa poc de temps perquè les petites inestabilitats primordials creixin prou perquè les protogalàxies formin galàxies.
Bona part dels esforços d'investigació estan centrats en els components de la nostra pròpia Via Làctia, ja que és la galàxia més fàcil d'observar.
Les observacions que necessiten explicació, o almenys ser compatibles en una teoria de l'evolució galàctica, són:
- El disc estel·lar és molt fi, dens i trencat.
- L'halo estel·lar és gran, dispers i no trencat (o, fins i tot, té una petita retrogradació), sense subestructura aparent.
- Els estels d'halo són, en general, molt més vells i tenen una menor metal·licitat que els discos estel·lars (aquí s'observa una correlació, però no hi ha una connexió directa entre aquestes dades).
- Alguns astrònoms han identificat una població intermèdia d'estels, anomenada població II intermèdia. Si aquesta és una població diferent, llavors es descriuria com de baixa metal·licitat (però no tan pobra com els estels d'halo); vells (però no tan vells com els estels d'halo) i orbiten molt a prop del disc.
- Els cúmuls globulars són en general vells i de baixa metal·licitat, però n'hi ha alguns que no tenen tan baixa metal·licitat com la majoria, i/o que tenen estels més joves. Alguns estels en els cúmuls globulars semblen ser tan vells com el mateix univers (utilitzant mètodes i anàlisis totalment diferents).
- En cada cúmul globular, tots els estels neixen aproximadament al mateix temps (excepte en alguns pocs cúmuls globulars, que mostren múltiples èpoques de formació estel·lar).
- Els cúmuls globulars d'òrbites més curtes (més properes al centre galàctic) tenen òrbites de baixa inclinació pel que fa al disc, i menys excèntriques; mentre que els que tenen òrbites més allunyades orbiten en qualsevol inclinació i amb òrbites més excèntriques.
- Els núvols d'alta velocitat, núvols d'hidrogen neutre, "plouen" en la galàxia, i presumiblement ho han fet des del començament (aquests serien la font de gas del disc, dels quals s'han format els estels del disc).[1]

L'11 de juliol del 2007, utilitzant el telescopi de 10 metres Keck II a Mauna Kea, Richard Ellis de l'Institut Tecnològic de Califòrnia a Pasedena, i el seu equip, van trobar sis galàxies amb formació estel·lar a uns 13.200 milions d'anys llum i, per tant, creades quan l'univers només tenia 500 milions d'anys.

## Galàxies espirals

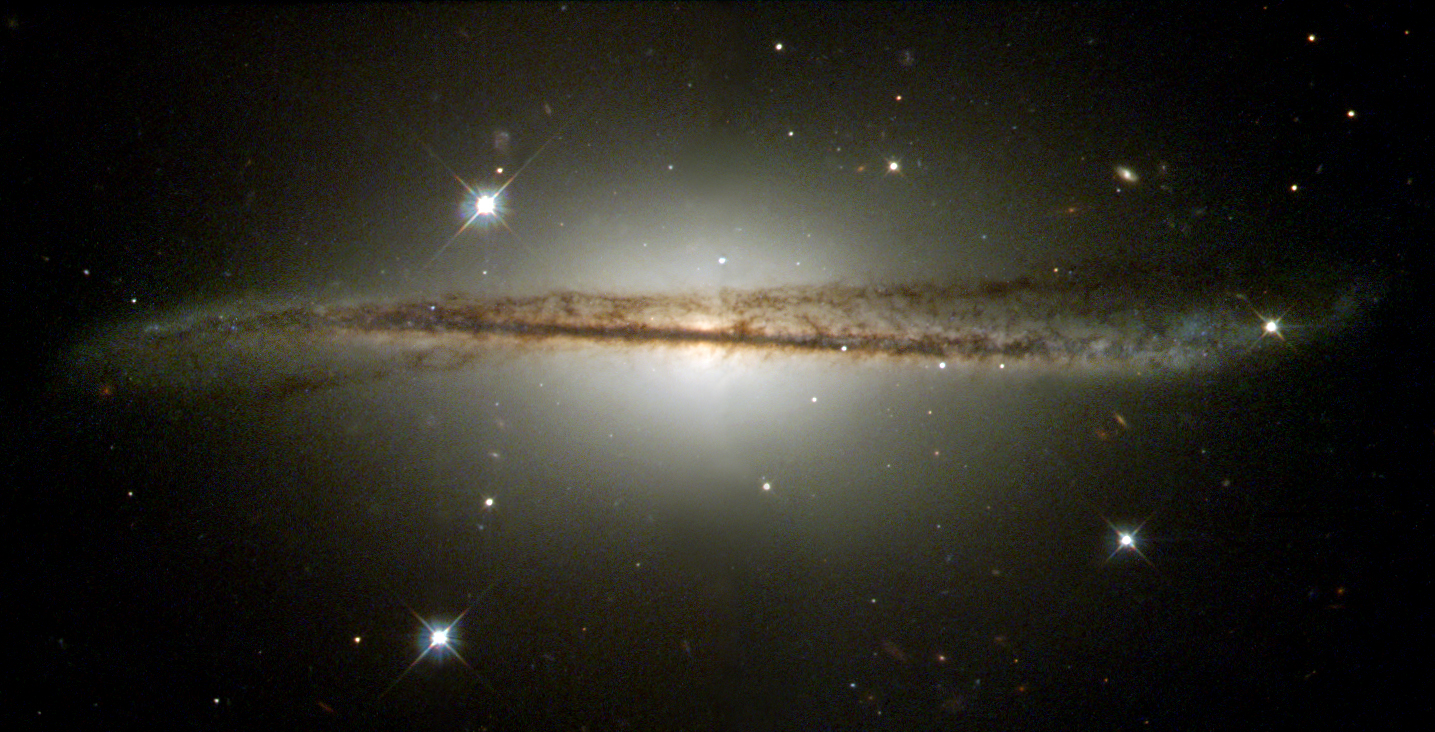
Una galàxia espiral amb el disc guerxo com a resultat de la col·lisió amb una altra galàxia. Després que l'altra galàxia sigui completament absorbida, la distorsió desapareixerà. El procés típicament dura milions, sinó milers de milions d'anys

La galàxia del Barret és una galàxia espiral de la constel·lació de Verge

La primera teoria moderna de la formació de la nostra galàxia (coneguda pels astrònoms com a ELS, les inicials dels autors de l'article, Olin Eggen, Donald Lynden-Bell i Allan Sandage) descriu un col·lapse monolític simple (relativament) ràpid, primer se'n formà l'halo, seguit del disc. Una altra teoria publicada el 1978 (coneguda com a SZ pels seus autors, Leonard Searle i Robert Zinn) descriu un procés més gradual, primer amb el col·lapse de petites unitats que es combinen per formar components majors. Una idea més recent és que una porció significativa de l'halo estel·lar podria provenir de les restes estel·lars de galàxies nanes destruïdes i cúmuls globulars que van orbitar alguna vegada la Via Làctia. L'halo, llavors, seria un component "nou" fet de parts "reciclades".
En els últims anys, s'ha posat molta atenció en la comprensió dels esdeveniments de fusió entre galàxies dins de l'evolució galàctica. Els ràpids progressos tecnològics en computació han permès simulacions de galàxies molt millors, i les millores en les tecnologies observacionals han proporcionat moltes més dades sobre galàxies distants experimentant esdeveniments de fusió. Després del descobriment el 1994 que la nostra pròpia Via Làctia té una galàxia satèl·lit (la galàxia nana el·líptica de Sagitari o SagDEG), que està actualment sent disgregada i "menjada" per la Via Làctia, es pensa que aquest tipus d'esdeveniments poden ser molt comuns en l'evolució de les galàxies grans. Els núvols de Magallanes són galàxies satèl·lit de la Via Làctia que gairebé, segurament, compartiran el mateix destí que el SagDEG. La idea d'una galàxia absorbidora amb un gran nombre de galàxies satèl·lit podria explicar per què la galàxia M31 (la galàxia d'Andròmeda) sembla tenir un nucli doble.
La SagDEG està orbitant la nostra galàxia, formant pràcticament un angle recte amb el disc. Actualment, està passant a través del disc, els estels estan disgregant-se amb cada pas i unint-se a l'halo de la nostra galàxia. Finalment, només quedarà el cor de la SagDEG. Encara que tindrà la mateixa massa que un gran cúmul globular com l'Omega Centaure o G1, però semblarà diferent, ja que presentarà una baixa densitat superficial deguda a la presència d'una quantitat substancial de matèria fosca, mentre que els cúmuls globulars, sembla, misteriosament, que contenen molt poca matèria fosca.
Més exemples de galàxies satèl·lit nanes que estan en procés d'absorció en la Via Làctia són la galàxia nana del Ca Major, descoberta el 2003 i considerada com a responsable de l'anell de Monoceros i el corrent estel·lar de Verge, descobert el 2005.

## Galàxies el·líptiques
Les galàxies el·líptiques gegants, probablement, es van formar per fusions a una escala major. En el grup local, la Via Làctia i M31 (la galàxia d'Andròmeda) estan gravitacionalment lligades i actualment s'aproximen l'una a l'altra a gran velocitat. Com és molt difícil determinar la velocitat perpendicular de M31 respecte a nosaltres, no sabem amb certesa si col·lidirà amb la Via Làctia. Si les dues galàxies es troben, passaran l'una a través de l'altra i la gravetat deformarà ambdues galàxies severament, expulsant gas, pols i estels a l'espai intergalàctic. Viatjaran per separat, disminuint la velocitat i, llavors, seran arrossegades l'una cap a l'altra i col·lidiran una altra vegada. Finalment, ambdues galàxies s'hauran combinat completament i els corrents de gas i pols estaran volant a través de l'espai prop de la recentment formada galàxia el·líptica gegant. A més, a partir del gas expulsat en la combinació, es poden formar nous cúmuls globulars i, fins i tot, noves galàxies nanes que es converteixin en part de l'halo de l'el·líptica. Els cúmuls globulars de la Via Làctia i de M31 també en formaran part de l'halo. Els cúmuls globulars estan tan lligats gravitacionalment que són enormement immunes a les interaccions galàctiques a gran escala. Si algú hi està al voltant per observar la combinació, serà un succés lent però magnífic. Es podrà veure una M31 distorsionada, que s'estén espectacularment per tot el cel. De fet, M31 ja està distorsionada: les vores n'estan blegades. Això és probablement a causa d'interaccions amb les seves pròpies galàxies companyes, així com per possibles fusions amb galàxies nanes esferoïdals en el passat recent, les restes dels quals continuen visibles en les poblacions de disc.
En la nostra època, les grans concentracions de galàxies (agrupacions galàctiques i supercúmuls) es continuen assemblant. Aquest quadre ascendent és conegut com a formació jeràrquica d'estructures (similar al quadre SZ de la formació de galàxies, però en una escala major).
Encara que coneixem una gran quantitat d'informació de la nostra galàxia i d'unes altres, les preguntes més fonamentals sobre la formació i l'evolució continuen sent contestades solament de manera temptativa.

## Refredament de galàxies

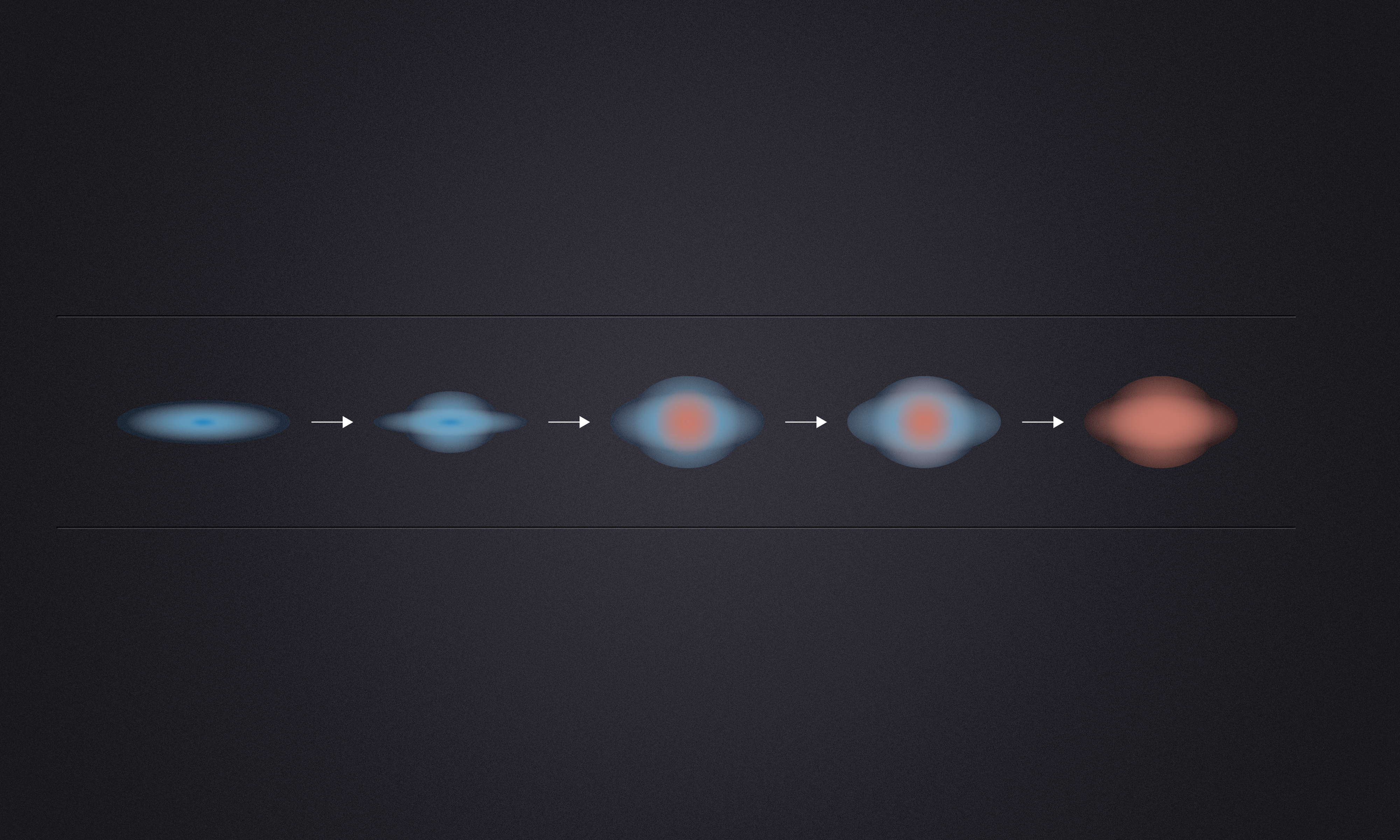
La formació d'estrelles en el que ara són galàxies "mortes" espurnejat fa milers de milions d'anys.

Una observació que ha de ser explicada per una teoria reeixida de l'evolució de les galàxies és l'existència de dues poblacions diferents de galàxies al diagrama color-magnitud de les galàxies. La majoria de les galàxies tendeixen a caure en dos llocs separats en aquest diagrama: una "seqüència vermella" i un "núvol blau". Les galàxies de seqüència vermella són generalment galàxies el·líptiques que no formen estrelles i tenen poc gas i pols, mentre que les galàxies de núvols blaus tendeixen a ser galàxies espirals polsegueres que formen estrelles.
Com es va descriure a les seccions anteriors, les galàxies tendeixen a evolucionar des d'una estructura espiral a una el·líptica a través de fusions. Tot i això, la taxa actual de fusions de galàxies no explica com totes les galàxies es mouen del "núvol blau" a la "seqüència vermella". Tampoc no explica com cessa la formació estel·lar a les galàxies. Per tant, les teories de l'evolució de les galàxies han de ser capaces d'explicar com s'apaga la formació estel·lar a les galàxies. Aquest fenomen s'anomena “apagada” de galàxies.
Les estrelles es formen a partir de gas fred (vegeu també la llei de Kennicutt-Schmidt), per la qual cosa una galàxia s'apaga quan no té més gas fred. No obstant això, es creu que el refredament passa relativament ràpid (dintre de mil milions d'anys), que és molt més curt que el temps que prendria a una galàxia simplement esgotar la reserva de gas fred. Els models devolució de galàxies expliquen això mitjançant la hipòtesi d'altres mecanismes físics que eliminen o tanquen el subministrament de gas fred en una galàxia. Aquests mecanismes es poden classificar en termes generals en dues categories: (1) mecanismes de retroalimentació preventius que eviten que el gas fred ingressi a una galàxia o que deixin de produir estrelles, i (2) mecanismes de retroalimentació d'ejecció que eliminen el gas per que no pugui formar estrelles.
Un mecanisme preventiu teòric anomenat “estrangulació” evita que el gas fred ingressi a la galàxia. L'estrangulació és probablement el mecanisme principal per apagar la formació d'estrelles a les galàxies properes de baixa massa. Encara no se sap l'explicació física exacta de l'estrangulament, però pot tenir a veure amb les interaccions d'una galàxia amb altres galàxies. Quan una galàxia cau en un cúmul de galàxies, les interaccions gravitatòries amb altres galàxies poden escanyar-la en evitar que acumuli més gas. Per a les galàxies amb halos massius de matèria fosca, un altre mecanisme preventiu anomenat "escalfament virial d'ones de xoc" també pot evitar que el gas es refredi prou com per formar estrelles.
Els processos d'ejecció, que expulsen gas fred de les galàxies, poden explicar com s'extingeixen les galàxies més massives. Un mecanisme d'ejecció és causat per forats negres supermassius que es troben als centres de les galàxies. Les simulacions han demostrat que el gas que s'acumula als forats negres supermassius als centres galàctics produeix raigs astrofísics d'alta energia; l'energia alliberada pot expulsar prou gas fred per sufocar la formació estel·lar.
La nostra pròpia Via Làctia i la propera Galàxia d'Andromeda actualment semblen estar passant per una transició apagada de galàxies blaves formadores d'estrelles a galàxies vermelles passives.